# Дрина
Дри́на (серб. Дрина, босн. Drina) — река на границе Боснии и Герцеговины и Сербии. Правый приток Савы (Черноморский бассейн).
От слияния двух образующих её рек до устья протяжённость Дрины составляет 346 км (с рекой Тара — 460 км). Площадь водосборного бассейна — 19 600 км³. Средний расход воды — 341 м³/с. Из-за её зеленоватых вод сербы нередко называют её «зелёнка». В верхнем течении Дрина вьётся серпантином сквозь ущелья и узкие горные долины, благодаря чему считается[кем?] одной из самых живописных рек на Балканах.

## Течение
Источники Дрины, реки Тара и Пива, текут по северо-западной Черногории, их место слияния у городка Хум на территории Боснии и Герцеговины считается началом Дрины. Оттуда она течёт недалеко от сербско-черногорской, затем — вдоль сербско-боснийской границ к Саве, в которую впадает у Босанска-Рачи. Крупными населёнными пунктами на Дрине в Боснии и Герцеговине являются Фоча, Горажде, Вишеград и Зворник, в Сербии — Байина-Башта и Лозница. Дрина — самый крупный приток Савы.

## Дрина в истории
Исторически Дрина долгое время представляла собой естественную границу между Западноримской и Восточноримской империей, став впоследствии также границей между православным и католическим миром. В сочетании с исламом, насаждённым во время османского ига, это прошлое до сегодняшнего дня определяет положение и жизнь людей вдоль берегов Дрины. Много веков здесь существует многонациональное и многоконфессиональное население, однако нередко их сосуществование было ознаменовано и военными конфликтами. Во время Первой мировой войны на Дрине разыгрались несколько кровавых битв между австро-венгерской и сербской армиями.
Под Вишеградом в 1989 году построена плотина, образовавшая водохранилище ёмкостью 101 млн м³, действует ГЭС мощностью 315 МВт. Между Вишеградом и Перучацем в 1966 году река, перекрытая очередной плотиной образует Перучацкое водохранилище ёмкостью 340 млн м³. Высота плотины у деревни Перучац составляет 93 метра, действует ГЭС-ГАЭС турбинной мощностью 614 МВт и насосной 249 МВт и включает кроме того, высокогорное (600 метров выше) водохранилище «Бели Ржав». Ниже по течению реки находится Зворницкое водохранилище ёмкостью 89 млн м³, чья плотина стоит у города Зворника, а электростанция на плотине имеет мощность 92 МВт. Суммарная годовая выработка электростанций на реке превышает 2,5 млрд кВт⋅ч.

## Дрина в культуре
Своим произведением «Мост через Дрину» югославский писатель Иво Андрич создал реке, своему городу Вишеграду и своей стране литературный памятник, за что стал лауреатом Нобелевской премии по литературе.
Также известна сербская народная песня «Вода в Дрине течёт холодная, а кровь у сербов — горячая».
Дрина упоминается в песне Константина Ундрова «Вышеградская ночь».
В районе города Баина-Башта прямо посреди реки на небольшой скале построен домик (43°59′03″ с. ш. 19°33′59″ в. д.), получивший известность, как туристская достопримечательность.